# ريتش لي
ريتش لي (بالإنجليزية: Rich Lee)‏ هو مخرج أمريكي، ولد في القرن العشرين.

## وصلات خارجية
- الموقع الرسمي
- ريتش لي على موقع IMDb (الإنجليزية)
- ريتش لي على موقع ميوزك برينز (الإنجليزية)
- ريتش لي على موقع ميوزك برينز (الإنجليزية)
- ريتش لي على موقع قاعدة بيانات الفيلم (الإنجليزية)
- ريتش لي على موقع كينوبويسك (الروسية)